# Agave parryi
Agave parryi Engelm. (conocido como "mezcal", y también como "ágave", "maguey" o "penca") es una especie suculenta, que presenta las hojas en forma de rosetas muy apretadas, de hasta 160 hojas, anchas y de un color que puede ir del gris plateado hasta el verde claro. Las hojas tienen espinas fuertes en los bordes y un aguijón terminal. 

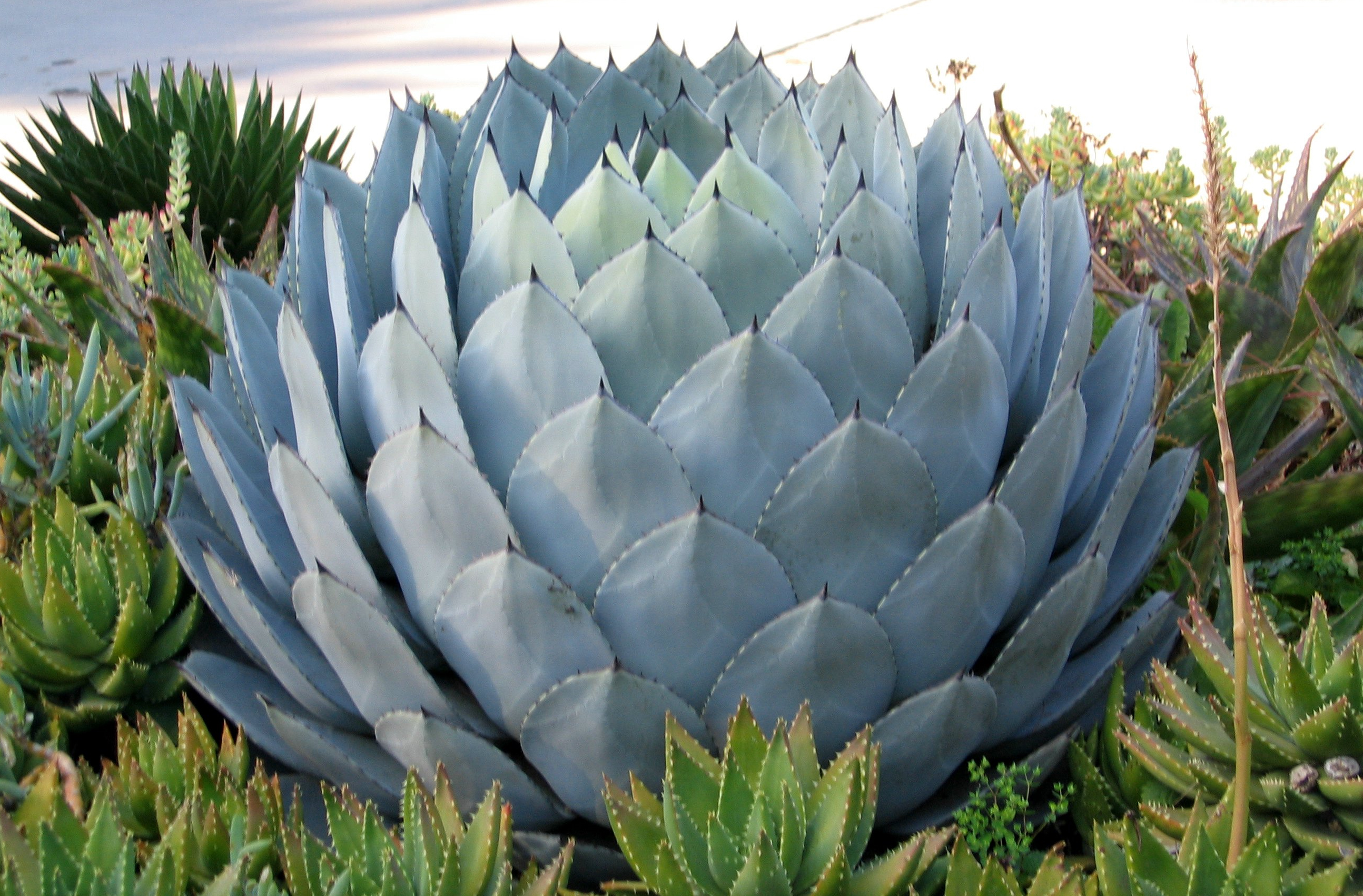
Roseta basal de hojas de Agave parryi.

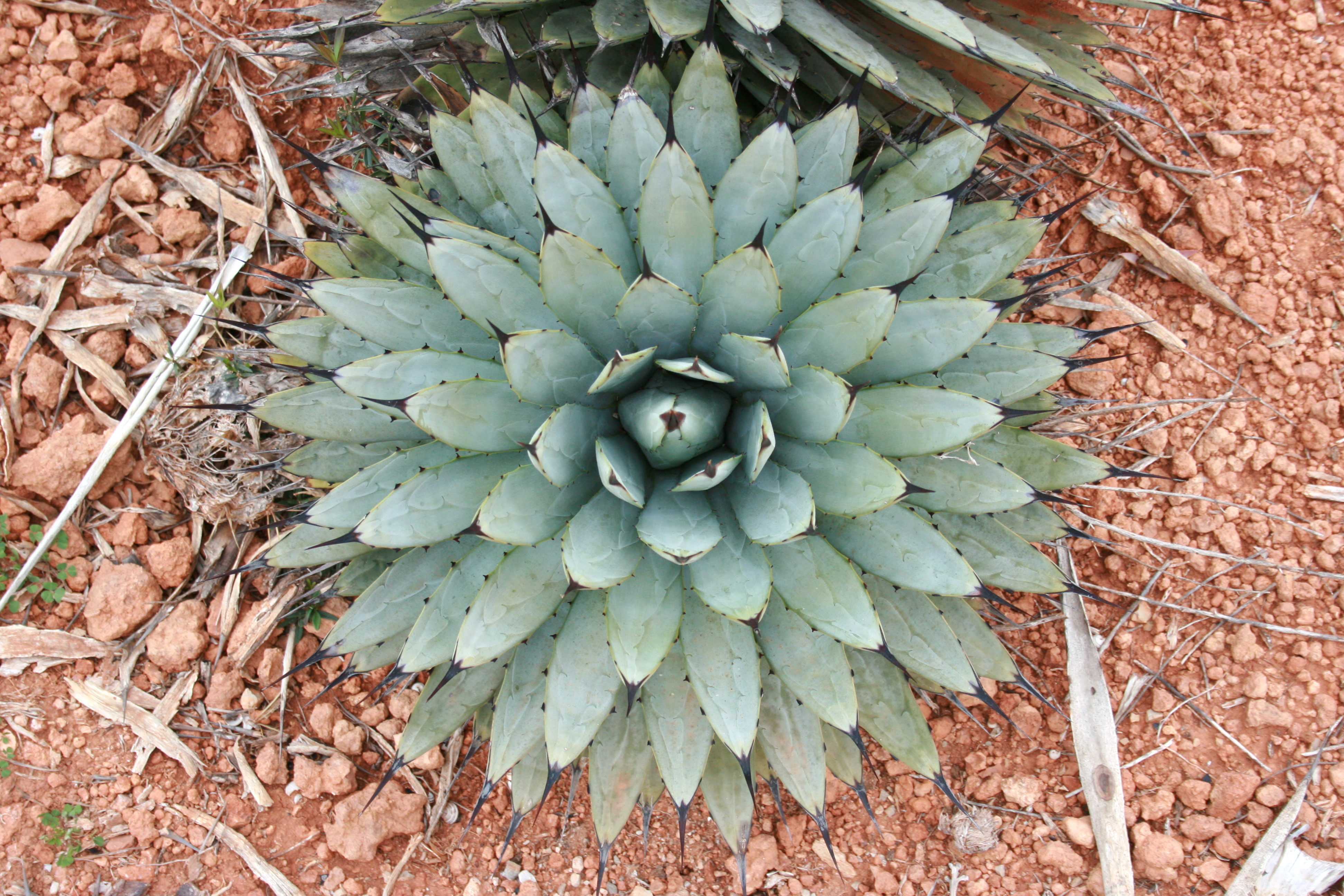
Vista desde arriba.

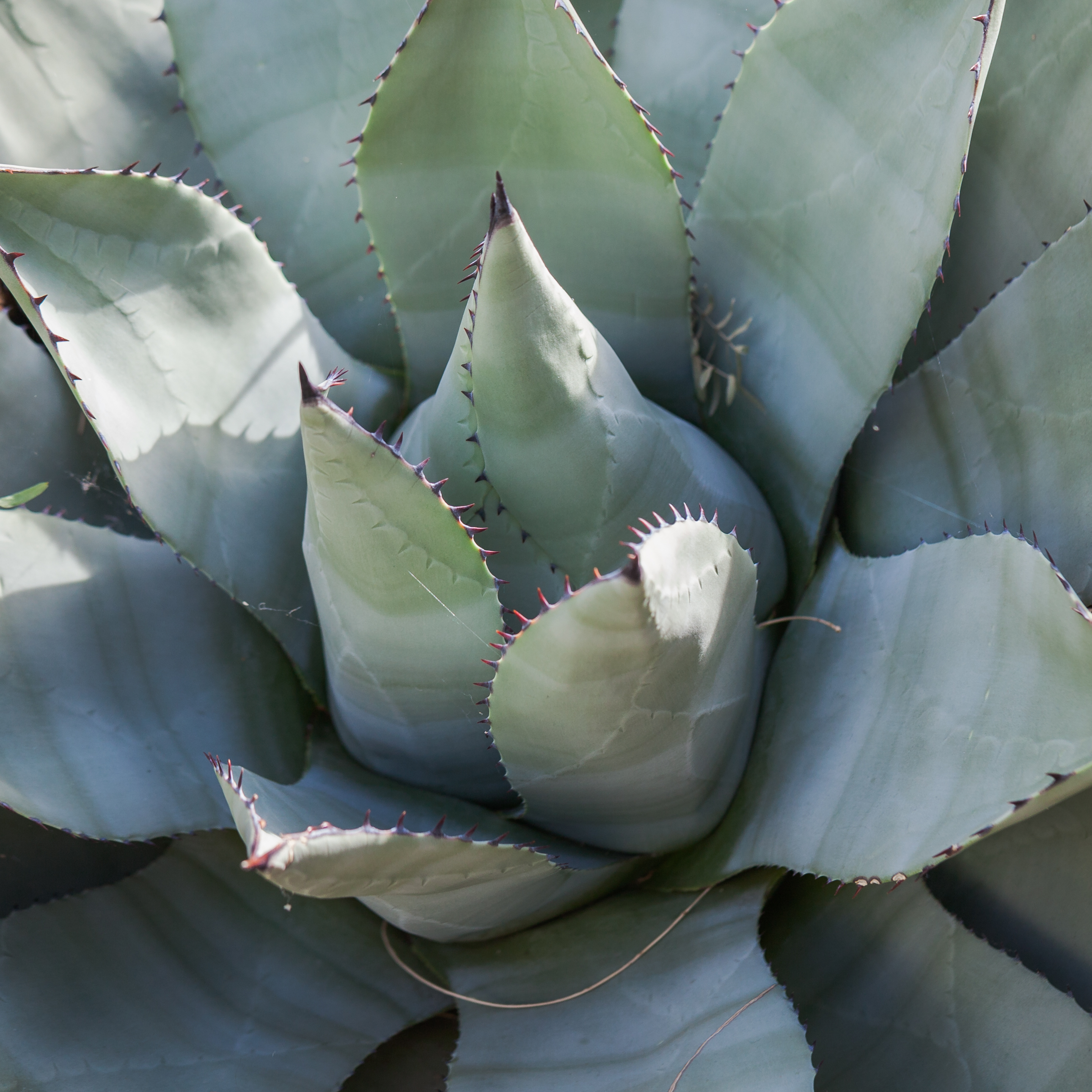
Detalle de las hojas.

Originaria del sudoeste de Estados Unidos y del norte de México, donde crece a grandes alturas, es muy resistente a la sequía y al frío (hasta -15 °C).

## Descripción
Este Agave es siempreverde. Los agave añosos producen una vara floral de 3 metros de altura con racimos de brillantes flores amarillas. Luego de fructificar, muere, luego de haber traslocado todos los recursos de hojas y tallo a las flores y semillas. Se propaga clonalmente o por semilla.

## Taxonomía
Agave parryi fue descrito por George Engelmann  y publicado en Transactions of the Academy of Science of St. Louis 3: 311–313. 1875.
Etimología
Agave: nombre genérico que fue dado a conocer científicamente en 1753 por el naturalista sueco Carlos Linneo, quien lo tomó del griego Agavos. En la mitología griega, Ágave era una ménade hija de Cadmo, rey de Tebas que, al frente de una muchedumbre de bacantes, asesinó a su hijo Penteo, sucesor de Cadmo en el trono. La palabra agave alude, pues, a algo admirable o noble.
parryi: epíteto otorgado en honor del botánico Charles Christopher Parry.
Sinonimia
Variedades
- Agave parryi var. couesii (Engelm. ex Trel.) Kearney & Peebles
- Agave parryi var. huachucensis (Baker) Little
- Agave parryi subsp. neomexicana (Wooton & Standl.) B.Ullrich

Sinonimia
- Agave americana var. latifolia Torr.
- Agave applanata var. parryi (Engelm.) Mulford
- Agave chihuahuana Trel.
- Agave parryi f. integrifolia Breitung
- Agave parryi var. truncata Gentry
- Agave patonii Trel.[3][4]